# Nižnedevick
Nižnedevick (in russo Нижнедевицк?) è un villaggio della Russia europea nell'oblast' di Voronež. È il centro amministrativo del rajon Nižnedevickij.
Si trova sul fiume Devica (affluente del Don), 60 km (in linea d'aria) a ovest di Voronež.